# Actinomycetales
Die Actinomycetales bilden eine Ordnung von Bakterien innerhalb der Klasse der Actinobacteria. Die Actinomycetales sind grampositiv und haben einen hohen GC-Gehalt. Der Anteil dieser Nukleinbasen Guanin und Cytosin in der DNA wird für die Unterteilung (Taxonomie) grampositiver Bakterien in die zwei Klassen Actinobacteria und Firmicutes herangezogen. Letztere haben im Gegensatz zu den Actinobacteria einen niedrigen GC-Gehalt.
Bakterien dieser Ordnung wurden früher als Actinomycetes, deutsch Strahlenpilze bezeichnet, da man sie auf Grund ihrer teilweise ausgedehnten Mycelien als Pilze betrachtete. Einige Familien sind sehr artenreich und spielen in der Natur eine wichtige Rolle, andere sind für Menschen und Tiere pathogen.

## Merkmale

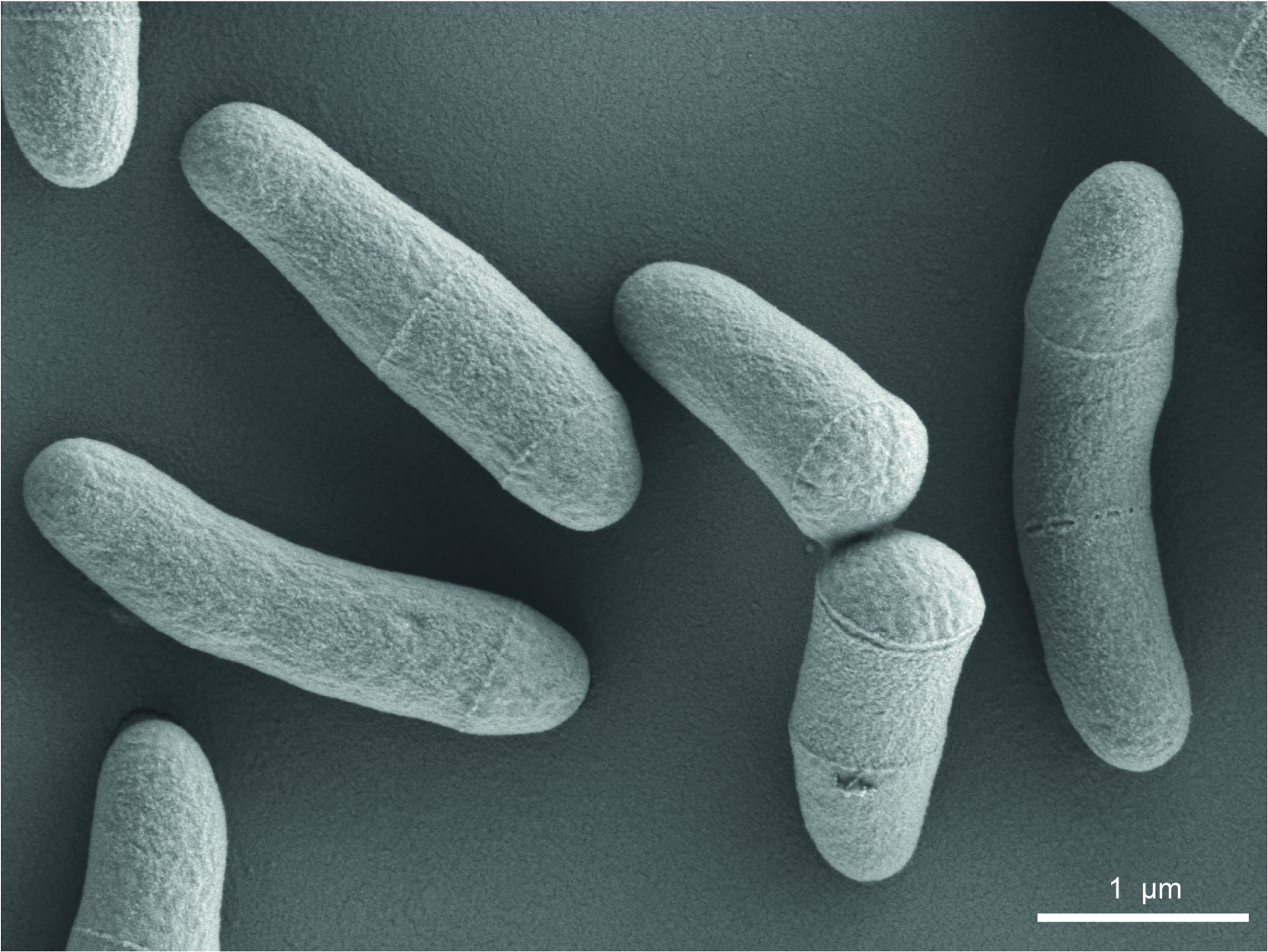
Corynebacterium glutamicum. Transmissionselektronenmikroskopische Aufnahme (mit Zellteilung)

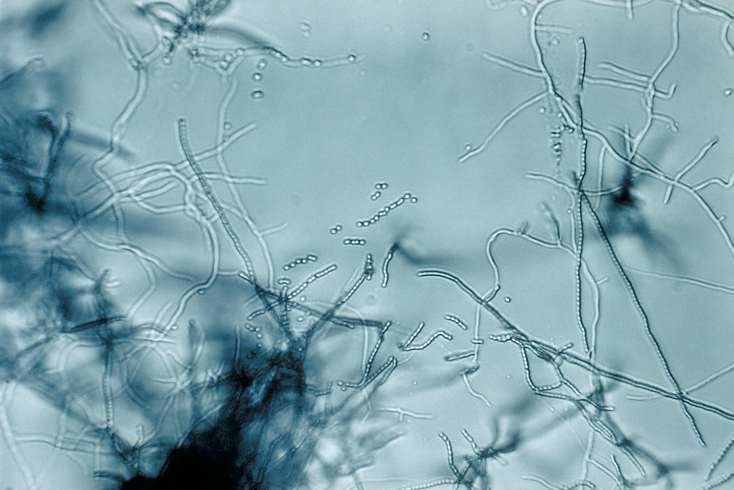
Lichtmikroskopisches Bild einer Streptomyces-Art, mit verzweigten Filamenten, die das Myzel bilden und mit Ketten von kugelförmigen Sporen.

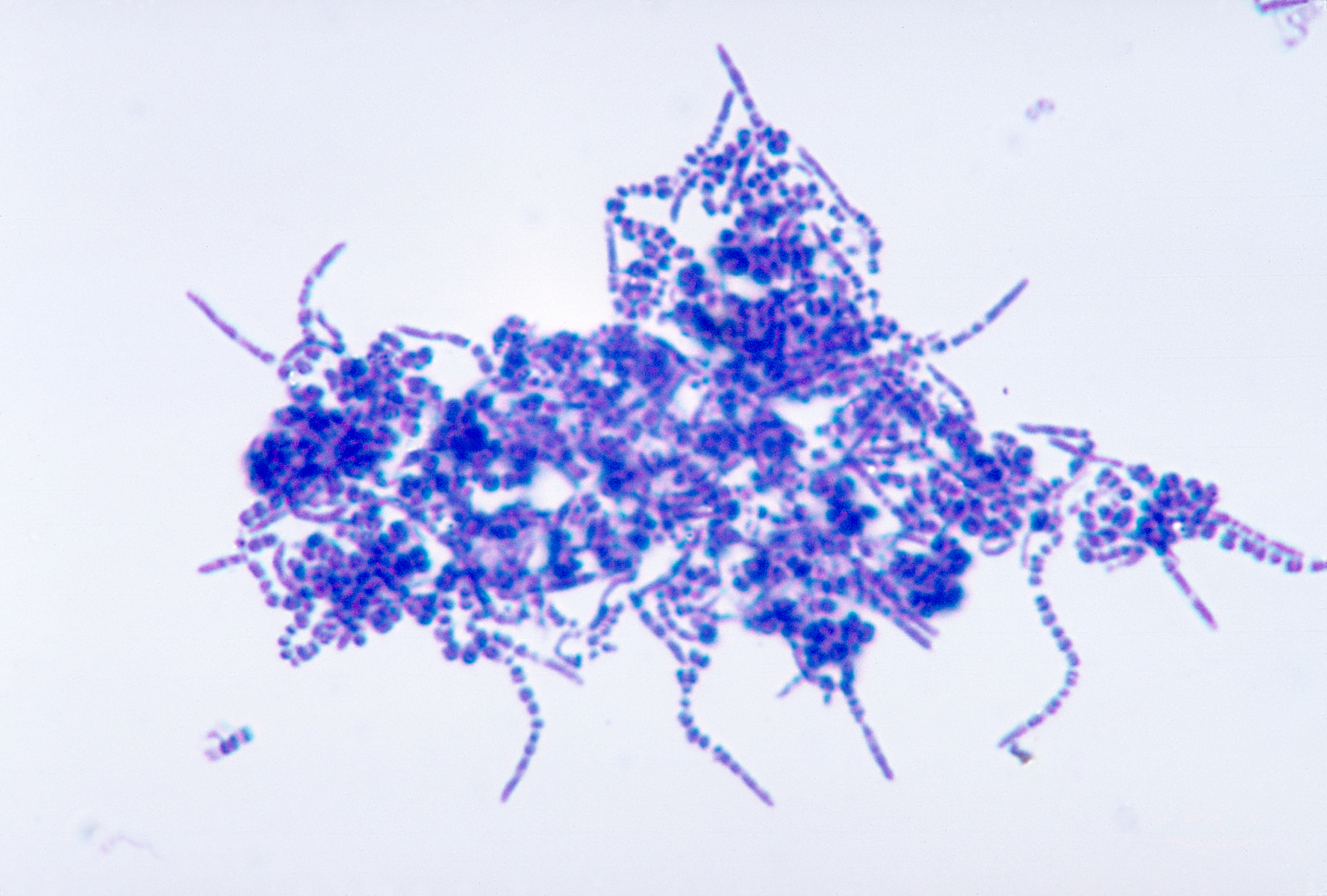
Lichtmikroskopisches Bild einer Dermatophilus-Art, mit einer Anhäufung von unregelmäßig geformten Zellen.

Viele Vertreter der Actinomycetales sind aerob (z. B. die Gattungen Arthrobacter, Corynebacterium, Micrococcus, Mycobacterium, Nocardia, Streptomyces), es kommen aber auch Arten vor, die fakultativ anaerob oder strikt anaerob wachsen. Viele Actinomycetales bilden Sporen. Ein wichtiges Merkmal vieler Actinomycetales ist die Bildung von Filamenten. Diese lang gestreckten und verzweigten Zellen bilden Geflechte, die auch als Myzel bezeichnet werden. Der Name Aktinomyzeten (Strahlenpilze) bezieht sich auf die strahlige Struktur der knolligen Kolonien pathogener Actinomyces-Arten im Gewebe von befallenen Tieren.
Die Bildung von Myzelien ist u. a. typisch für die Gattungen Streptomyces, Nocardia und Actinomyces. Dabei lässt sich, wie bei den Pilzen, zwischen Luftmyzel und Substratmyzel unterscheiden. Das Substratmyzel entwickelt sich im Nährmedium, während das Luftmyzel aus Zellen gebildet wird, die in den Gasraum oberhalb des Nährmediums wachsen und häufig Sporen bilden. Die filamentösen Zellen der fakultativ anaeroben Gattung Dermatophilus teilen sich quer und in mehreren Ebenen, dabei entstehen Anhäufungen (Cluster) von kokkenförmigen, beweglichen Zellen. Ein Luftmyzel wird nicht gebildet.
Nicht alle Arten bilden Myzelien, teilweise treten die Geflechte nur in bestimmten Wachstumsphasen auf. So ist z. B. die Art Mycobacterium bovis mehr oder weniger stäbchenförmig, Arthrobacter bildet kokken- oder auch stäbchenförmige Zellen. Für die keulenförmige Gestalt der Zellen von Corynebacterium und verwandten Bakterien ist die Bezeichnung Coryneforme geläufig.
Die Actinomycetales können (neben der taxonomischen Einteilung) je nach Merkmal in verschiedene Gruppen aufgeteilt werden. Eine Möglichkeit ist die Aufteilung in obligat aerobe (oxidative Aktinomyzeten) und Arten, die in der Lage sind, auch ohne Sauerstoff durch einen fermentativen Stoffwechsel, also anaerob zu wachsen. Letztere findet man hauptsächlich in der Familie der Actinomycetaceae, z. B. die Gattungen Actinomyces und Arcanobacterium. Die fakultativ Anaeroben bewohnen hauptsächlich Schleimhäute von Tieren und Menschen, während die obligat Aeroben meist in der freien Umwelt vorkommen.

## Bedeutung
In der Humanmedizin spielen nur wenige Vertreter (im Verhältnis zu der Gesamtzahl der Arten) eine wichtige Rolle, die meisten Arten sind nicht krankheitserregend (apathogen). Einige Arten (z. B. die der Gattungen Streptomyces und Amycolatopsis) können für die Herstellung von Antibiotika genutzt werden. Zu den pathogenen Arten zählen beispielsweise die der Gattungen Actinomyces (Actinomycetaceae, Verursacher von Aktinomykosen), und Nocardia (Nocardiaceae, Auslöser von Nocardiosen).
Die Gattung Mycobacterium enthält unter anderem die Erreger der Tuberkulose (v. a. Mycobacterium tuberculosis) und der Erreger der Lepra, Mycobacterium leprae. Der Erreger der Diphtherie ist Corynebacterium diphtheriae. Micrococcus-Arten finden sich in Untersuchungsmaterialien menschlicher und tierischer Herkunft entweder als Kontaminanten, Kommensalen oder in seltenen Fällen (z. B. bei Abwehrgeschwächten) auch als Infektionserreger.
Weitere, mehr oder weniger schwach pathogene Gattungen und Arten sind von medizinischer Bedeutung: Mobiluncus (Actinomycetaceae) bei Vaginose, Propionibacterium (Propionibacteriaceae) bei Endokarditis, Rhodococcus equi (Nocardiaceae) bei Infektionen der Atemwege, Corynebacterium xerosis (Corynebacteriaceae) bei Endokarditis, Tsukamurella (Tsukamurellaceae) bei Meningitis.
Dermatophilus congolensis aus der Familie der Dermatophilaceae verursacht Dermatophilose (Regenräude), eine akute Hautentzündung bei Rindern, Schafen, Pferden und gelegentlich auch beim Menschen.
Zu den apathogenen, ökologisch wichtigen Vertretern zählt z. B. die Gattung Frankia, ein Stickstofffixierer, der mit Pflanzen – z. B. mit Erlen – eine Symbiose eingeht. Frankia liefert der Pflanze Stickstoffverbindungen, im Gegenzug profitiert das Bakterium von den von der Pflanze produzierten Nährstoffen. Frankia ist aerob. Ebenfalls von ökologischer Bedeutung ist Cellulomonas, Vertreter dieser Gattung können Cellulose verwerten und sind damit am Abbau von totem Pflanzenmaterial beteiligt. Nocardia-Arten sind im Boden zu finden, wo sie zahlreiche organische Verbindungen abbauen, die von den meisten Bakterien nicht verwertet werden können, wie z. B. Kohlenwasserstoffe.

## Systematik

### Innere Systematik
Die Ordnung Actinomycetales Buchanan et al. 1917 emend. Zhi et al. 2009 ist die Typusordnung der Unterklasse Actinobacteridae. Die Gattung Actinomyces ist die Typusgattung der Ordnung.
Neben einigen nicht sicher eingeordneten Isolaten zählen zu der Ordnung Actinomycetales folgende Familien und nicht näher zugeordnete Familien (Stand 14. Oktober 2023):
- Actinomycetaceae Buchanan 1918 (Approved Lists 1980)
- „Micropolysporaceae“ Liu & Lian 1986
- [Proactinomycetaceae] (vorläufiger Eintrag gem. LPSN)
- keiner Familie zugeordnete Gattungen:
  - Aquiluna Pitt et al. 2021
  - „Candidatus Flaviluna“ Hahn 2009
  - „Candidatus Limnoluna“ Hahn 2009
  - „Microstreptospora“ Yan et al. 1987
  - „Candidatus Planktophila“ Jezbera et al. 2009

Mit Stand 2013 waren dies früher folgende Unterordnungen und Familien:
- Unterordnung Actinomycineae Stackebrandt et al. 1997
  - Actinomycetaceae
- Unterordnung Actinopolysporineae Zhi et al. 2009
  - Actinopolysporaceae
- Unterordnung Catenulisporineae Cavaletti et al. 2006
  - Actinospicaceae – Catenulisporaceae
- Unterordnung Corynebacterineae Stackebrandt et al. 1997
  - Corynebacteriaceae – Dietziaceae – Gordoniaceae (siehe Anmerkung 1) – Mycobacteriaceae – Nocardiaceae (siehe Anmerkung 1) – Segniliparaceae – Tsukamurellaceae – „Williamsiaceae“ (siehe Anmerkung 2)
- Unterordnung Frankineae Stackebrandt et al. 1997
  - Acidothermaceae – Cryptosporangiaceae – Frankiaceae – Geodermatophilaceae – Nakamurellaceae – Sporichthyaceae
- Unterordnung Glycomycineae Rainey et al. 1997
  - Glycomycetaceae
- Unterordnung Jiangellineae Tang et al. 2011
  - Jiangellaceae
- Unterordnung Kineosporiineae Zhi et al. 2009
  - Kineosporiaceae
- Unterordnung Micrococcineae Stackebrandt et al. 1997
  - Beutenbergiaceae – Bogoriellaceae – Brevibacteriaceae – Cellulomonadaceae – Demequinaceae – Dermabacteraceae – Dermacoccaceae – Dermatophilaceae – Intrasporangiaceae – Jonesiaceae – Microbacteriaceae – Micrococcaceae (siehe Anmerkung 3) – Promicromonosporaceae – Rarobacteraceae – Ruaniaceae – Sanguibacteraceae
- Unterordnung Micromonosporineae Stackebrandt et al. 1997
  - Micromonosporaceae
- Unterordnung Propionibacterineae Rainey et al. 1997
  - Nocardioidaceae – Propionibacteriaceae
- Unterordnung Pseudonocardineae Stackebrandt et al. 1997
  - Actinosynnemataceae (siehe Anmerkung 4) – Pseudonocardiaceae (siehe Anmerkung 4)
- Unterordnung Streptomycineae Rainey et al. 1997
  - Streptomycetaceae
- Unterordnung Streptosporangineae Ward-Rainey et al. 1997
  - Nocardiopsaceae – Streptosporangiaceae – Thermomonosporaceae

### Äußere Systematik
Die sehr artenreiche Ordnung Actinomycetales bildet zusammen mit der Ordnung Bifidobacteriales die Unterklasse Actinobacteridae, eine von mehreren Unterklassen in der Klasse Actinobacteria im Phylum Actinomycetota (früher Actinobacteria). Wichtige Vertreter für die Humanmedizin sind in den zwei Ordnungen der Bifidobacteriales und Actinomycetales zu finden.
Anbei eine Liste einiger Ordnungen der Actinomycetes:
- Actinomycetales
- Bifidobacteriales mit Gattung Bifidobacterium
- Frankiales [syn. Motilibacterales] mit Familien Frankiaceae, …
- Micrococcales mit Familien Brevibacteriaceae, Micrococcaceae, …
- Micromonosporales
- Mycobacteriales mit Familien Mycobacteriaceae, Nocardiaceae, …
- Streptosporangiales mit Familie Streptomycetaceae

## Etymologie
Der Gattungsname und somit auch der Ordnungs- und Klassenname (mit den dafür üblichen Suffixen ‚-ales‘ bzw. ‚-etes‘) lässt sich auf das Aussehen der Bakterien zurückführen (altgriechisch ἀκτῖν- aktîn-, deutsch ‚Strahl‘ und altgriechisch μύκης mýkēs, deutsch ‚Pilz‘).
Actinomyces kann also mit Strahlenpilz übersetzt werden, denn bei an Aktinomykose erkrankten Rindern bilden sich im Gewebe sogenannte Drusen, diese haben eine strahlenartige Struktur. Die äußere Ähnlichkeit der Bakterienkulturen mit den von Pilzen gebildeten Myzelien führte dazu, dass man sie anfangs für Pilze hielt.

## Auswahl einiger Gattungen
- Actinomyces
- Amycolatopsis
- Arcanobacterium
- Arthrobacter
- Brevibacterium
- Cellulomonas
- Corynebacterium
- Frankia
- Gordonia
- Micrococcus
- Mycobacterium
- Nocardia
- Propionibacterium
- Rhodococcus
- Streptomyces